# PLIWS

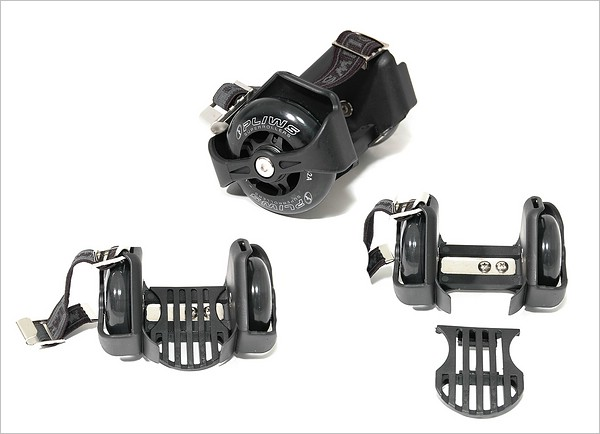
Ein paar Pliws mit Bremsklotz

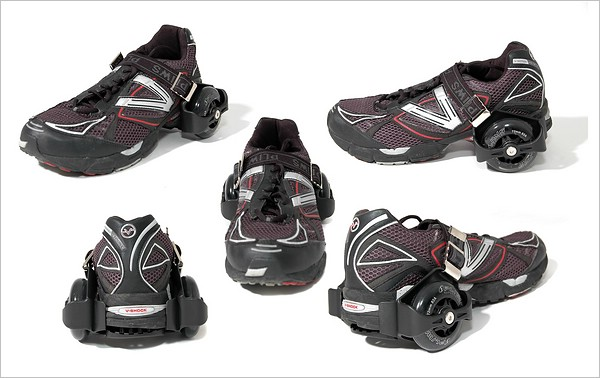
Laufschuhe mit montierten Pliws

PLIWS (engl. Abk. für Play in Wheels = „Spiel auf Rädern“) sind 2-Rollen-Fersenrollschuhe. In den USA sind sie unter dem Namen Street Gliders bekannt. Mit diesem Freizeitsportgerät kann man sowohl gehen als auch – ähnlich dem Rollschuhfahren – fahren. 

## Aufbau und Funktion
PLIWS besitzen je zwei Rollen, welche sich unter die Schuhe klemmen lassen. Die vom TÜV geprüften PLIWS sind klassifiziert als Fersenrollschuh der Klasse A, für Benutzer mit einem Gewicht von 20 bis 100 kg. Sie benötigen eine möglichst glatte Fläche zum Gleiten, da der Bodenabstand – ähnlich wie bei den Heelys-Schuhen – im Vergleich zu Inlineskates relativ gering ist. Sie lassen sich zwar nicht nur auf Hallenboden fahren, sind aber ungeeignet für sehr unebene Untergründe wie beispielsweise Kopfsteinpflaster. Auf solchen Belägen kann man dann jedoch gehen, indem man die Fersen anhebt und somit den Kontakt der Rollen zum Boden verhindert. 
Die PLIWS sind ähnlich zu fahren wie Heelys, jedoch sitzen sie an den Fersen des Schuhes und sind abnehmbar. Sie passen an nahezu jeden Schuh, sind größenverstellbar und in nur wenigen Sekunden am Schuh befestigt.

## Ähnliche Systeme
Eine Mischung aus Heelys und PLIWS stellen die sogenannten Skateshoes dar.

## Erfinder und Bauweise
Der Erfinder der PLIWS ist der Koreaner Im Geong-Ho. Er startete die Produktion in Korea. In Zusammenarbeit mit der koreanischen Firma TELTEK wurden die LIGHT-PLIWS entwickelt. Dies sind PLIWS mit Leuchtrollen. Die Laufräder haben einen eingebauten Generator („Magnet-Akku“), der beim Drehen der Räder den für den Betrieb der Leuchtdioden erforderlichen Strom erzeugt. Ein Set besteht aus zwei PLIWS. 
Ein Satz PLIWS (zwei Fersenrollschuhe) ohne Licht besteht aus:
- 4 Kunststoffteilen (sie werden mittels Bodenplatte zusammen fixiert)
- 4 Rädern mit 72 mm Durchmesser und Shore-A-Härte 82A
- 4 Achsen (mit Inbusschlüssel zu fixieren)
- 8 Kugellagern (2 pro Rad)
- 4 Kreuzschrauben zum Festschrauben der Bodenplatte
- 2 Bodenplatten zum Festschrauben auf der Unterseite
- 2 Gummibändern zum Fixieren am Schuh